# Victor Papacostea
Victor Papacostea (n. 21 ianuarie 1900, Comuna Viziru, Brăila – d. 20 iunie 1962, București) a fost un istoric român de origine aromână oreocupat de studii balcanice.

## Viața
A fost profesor la Universitatea din București, unde s-a înființat pentru el catedra de Istoria popoarelor balcanice, cu anexă o școală de limbi balcanice,  fondator al Institutului de Studii Balcanice din București, editor al revistei Balcanica. În anul 1947 s-a desființat catedra, iar revista și-a încheiat apariția. 
A fost fruntaș PNL și fost subsecretar de stat la Ministerul Educației Naționale în guvernele Sănătescu și Rădescu, ministrul Educației Naționale fiind Ștefan Voitec. Din această cauză a fost arestat în perioada 5.05.1950 - 17.07.1955, deținut la Sighetul Marmației fără a fi condamnat de vreo instanță de judecată. După doi ani, în cadrul unei noi campanii naționale de arestări, din 24.12.1957 este arestat și  eliberat la 29.05.1958, la fel fără a i se găsi vreo vină, negăsindu-se elemente constitutive ale vreunei infracțiuni. În cei patru ani în care a mai trăit a fost consultat în vederea creării unui institut pentru studii sud-est europene, dar la 20.06.1961 a fost victima unui atac cerebral și infarct.
El a fost fratele scriitorului Cezar Papacostea, al juristului Petre Papacostea, al politologului Alexandru Papacostea , unchiul istoricului Șerban Papacostea și tatăl profesoarei și istoricului Corneliei Papacostea-Danielopolu.
In anul 2016 un bust al său în bronz a fost dezvelit la Institutul de studii sud-est europene, autor fiind Aurel Gheorghe Ardeleanu.

## Opera
- „Viețile sultanilor", scriere inedită a lui Dionisie Fotino, București, 1935;
- Povestea unei cărți. „Protopiria" lui Cavallioti, în Omagiu lui Constantin Kirițescu, București, 1937;
- Un observator prusian în Țările Române acum un veac: Johann Ferdinand Neigebaur, București, 1942;
- Civilizație românească și civilizație balcanică, ediție îngrijită de Cornelia Papacostea-Danielopolu, introducere de Nicolae-ȘerbanTanașoca, București, 1983;
- Tradiții românești de istorie și cultură, ediție îngrijită de Cornelia Papacostea-Danielopolu, București, 1996.

## Distincții
- Ordinul Meritul Cultural, în gradul de Cavaler cl. II, pentru litere (1 februarie 1943)[6]

## Legaturi externe
- ro Fotografii cu Victor Papacostea Arhivat în 30 octombrie 2013, la Wayback Machine.
- ro 50 de ani de la moartea istoricului brăilean Victor Papacostea Arhivat în 10 iunie 2015, la Wayback Machine.
- ro Papacostea Victor (1900 Viziru / Brăila - 1962 România)